# سبنسر جونسون (لاعب كرة قدم أمريكية)
سبنسر جونسون (بالإنجليزية: Spencer Johnson)‏ هو لاعب كرة قدم أمريكية أمريكي، ولد في 12 ديسمبر 1981 في واينيسبورو في الولايات المتحدة.

## وصلات خارجية
- سبنسر جونسون على موقع مرجع كرة القدم المحترفة.كوم (الإنجليزية)